# 鄭春華
鄭 春華（てい しゅんか、1959年—）は、中華人民共和国の児童文学作家。代表作に児童文学『大頭児子小頭爸爸』。中国作家協会会員。

## 略歴
1959年に浙江省淳安県の回族の家庭に生まれた。
1979年、鄭春華は保育園の保育員になった。
1980年に執筆活動を開始した。
1981年、少年児童出版社の編輯部担当編輯となった。

## 著書
- 鄭春華 （さく）、中由美子 （やく）、蔡皋 （え）『世界傑作童話シリーズ』福音館書店、1992年6月1日。
- 『非常小子馬鳴加』2008年4月1日。ISBN 978-7-5354-7185-7。
- 『奇妙学校』上海辞書出版社、2014年1月1日。ISBN 9787532494071。
- 『大頭児子小頭爸爸』南京大学出版社、江蘇省南京市、2015年6月1日。ISBN 9787305163968。
- 『小餅乾和圍裙媽媽』接力出版社、2015年10月1日。ISBN 9789900052746。

## 受賞
『紫羅蘭幼稚園』、中国作家協会第一回全国優秀児童文学賞。
『圓圓和圈圈』、上海児童文学園丁賞。
『大頭児子小頭爸爸』、第五回全国優秀少児讀物一等賞、第十九回陳伯吹児童文学大賞、2001年度冰心児童図書賞、第六回宋慶齡児童文学佳作賞。